# Сюзьва (Юрлинский район)
Сю́зьва (к.-п. Сюзь, в переводе «филин», ва-«вода») — упразднённый посёлок в Юрлинском районе на реке Сюзьва, в 68 км от села Юрла. Входит в состав Усть-Березовского сельского поселения.

## История
Сюзьва возникла как леспромхозный посёлок, представленный 3-4 общими бараками, баней, хлебопекарней и столовой. 1930 году лесозаготовками в Юрлинском районе занимался Сюзьвинский учлеспромхоз, который входил в состав Афанасьевского леспромхоза «Кировлес». Летом в 1931 года большой поток раскулаченных из Белоруссии и Северного Кавказа направляются для пополнения постоянного кадра рабочих лесной промышленности. В начале 1940-х годов, в Сюзьву направлены спецпереселенцы, в основном это были бывшие польские военные. По прибытии на место основными причинами высокой смертности становились неудовлетворительные бытовые условия и тяжелый физический труд (умерло 30 чел.). В конце 1940-х — начале 1950-х годах, население Сюзьвы составили уроженцы соседних деревень и многочисленные приезжие: поляки, украинцы, белорусы, молдаване.
В 2020 году администрацией Юрлинского муниципального округа получены письменные согласия на переселение из труднодоступных, отдаленных и малочисленных населённых пунктов, зарегистрированных в п. Сюзьва. Общая расселяемая жилая площадь составит 1616,00 м².
В марте 2024 года посёлок упразднён как фактически прекративший существование.

## Население
| 2010 | 2024 |
| ---- | ---- |
| 85   | ↘0   |

## Окрестности Сюзьвы
К северо-востоку от посёлка Сюзьва в 9 км расположено необычное болото круглой формы.
В окрестностях Сюзьвы добывались железные руды для Строгановского завода в Куве. Кувинский чугуноплавильный завод работал в течение 52 лет, с 1856 года. Значительная часть населения Юрлинского района была занята на разработке рудников. В 10 км к востоку от Сюзьвы находился рудник Полтавское, в 16 км на северо-восток располагался крупный рудник Ужбур.
В 1944 году в окрестности лесов п. Сюзьва по ошибке были заброшены диверсанты немецкой диверсионной группы «Цеппелин». Задачей которых была высадка в районе г. Кизела, для подрывной деятельности на угольных шахтах, железной дороге и линии электропередач (операция Ульм). Группа диверсантов из 7 человек (3 белоэммигранта и 4 бывших красноармейца) были выброшены в Гиблый лес — в треугольник между поселками Чус, Сюзьва, и Кировской обл. Проведя 109 дней (зима, весна) в лесу вышли в глухую деревню Кая в Кировской области. Деревенские жители сообщили в милицию, после чего диверсанты были схвачены).
В 2006 году ООО «Горная компания Эдельвейс» проводила геологическое изучение россыпных и коренных месторождений алмазов на участках недр Петраково, Сюзьва и Кым-60.

## Известные жители
- Козич И. С. — летчик-истребитель, участник Великой Отечественной войны, Герой Советского Союза.